# Fecskefészek-kastély
A Fecskefészek-kastély Ukrajnában, a Krímen található, kis méretű kastély, amely 40 méter magasan, a Fecske-félszigeti Aurora sziklán áll. Steingel báró építtette 1911 és 1912 között. Neogótikus stílusban épült, a Németországban található Neuschwanstein kastély mintájára. Több krimi esemény fontos helyszíne volt.